# Brazza-cerkóf
A Brazza-cerkóf (Cercopithecus neglectus) a cerkóffélék családjába (Cercopithecidae), azon belül pedig a cerkófmajomformák alcsaládjába (Cercopithecinae) tartozó faj.
Nevét Pierre Savorgnan de Brazza francia Afrika-kutató után kapta.

## Megjelenése
A Brazza-cerkóf a nagy termetű cerkófmajmok közé tartozik. A cerkófok között ennél a fajnál van a legnagyobb nagyságbeli különbség a hímek és a nőstények között. Míg a nőstények 40–47 centiméter hosszúak és 3–4 kilogramm súlyúak, a hímek testesebbek, hosszuk 45 és 60 centiméter között váltakozhat, és akár a hét kilós súlyt is elérhetik. Mindkét nem farka olyan hosszú, mint a teste.
Szőrzete olajbarna, farka feketés árnyalatú. Igen jellegzetes az arcrajzolata, Szemöldöke narancssárgás és hosszú fehér szakálla és szintén fehér bajsza van.

## Elterjedése
Közép- és Kelet-Afrikában a következő országokban fordul elő: Kamerun, Egyenlítői-Guinea, Gabon, Kongói Köztársaság, Kongói Demokratikus Köztársaság, Angola, Közép-afrikai Köztársaság, Kenya, Uganda, Szudán és Etiópia.
Főként vízhez közeli erdőségekben él, de megtalálható esőerdőkben és mocsarakban is.

## Életmódja

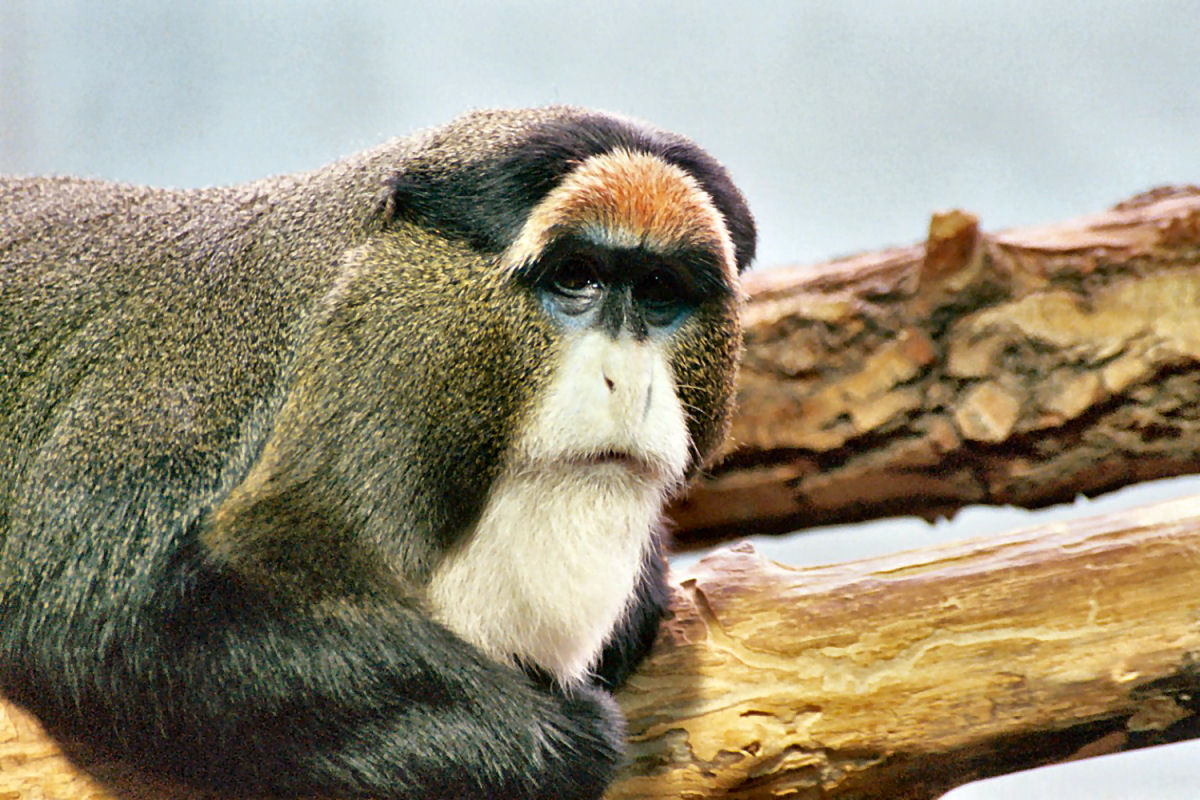

Nappali életmódú majmok, táplálékukat (mely gyümölcsökből, diófélékből, magvakból, levelekből, alkalmanként pedig rovarokból áll) többnyire a talajon gyűjtik össze. Ha nem táplálkozik, ideje legnagyobb részét a fák lombkoronájában tölti. Főként reggel és délután aktív faj.
Csapatokban él, néha nagyobb, akár 40 állatból is álló bandákba verődik. A többi cerkófhoz hasonlóan összetett jelzésekkel, így hangokkal, grimaszokkal és testtartásokkal kommunikál. Fenyegető magatartása a szavannacerkóféra (Chlorocebus aethiops) emlékeztet; először felül, térdeit szétnyitva fehér combjait teszi láthatóvá. Erősen felizgatva feláll, fehér alsó részét mutogatja és le-fel hajlong.

## Szaporodása
Az öt-hat hónapnyi vemhesség után a nőstény egyetlen utódot hoz a világra. Kölykét egy évig szoptatja és öt- hatéves korában lesz a kölyök ivarérett. A hímek ezután elhagyják szülőcsoportjukat és egy másik csoporthoz csatlakoznak. Velük ellentétben a nőstények többnyire életük végéig szülőcsoportjukban maradnak.
Várható élettartama a szabadban 20 év körül van. Fogságban akár 30 évig is elélhet.

## Természetvédelmi helyzete

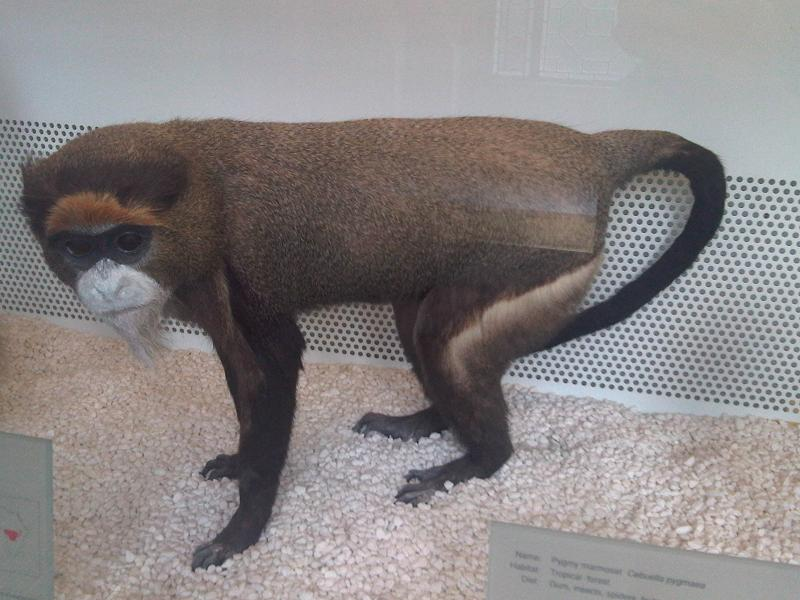
Kitömött példány

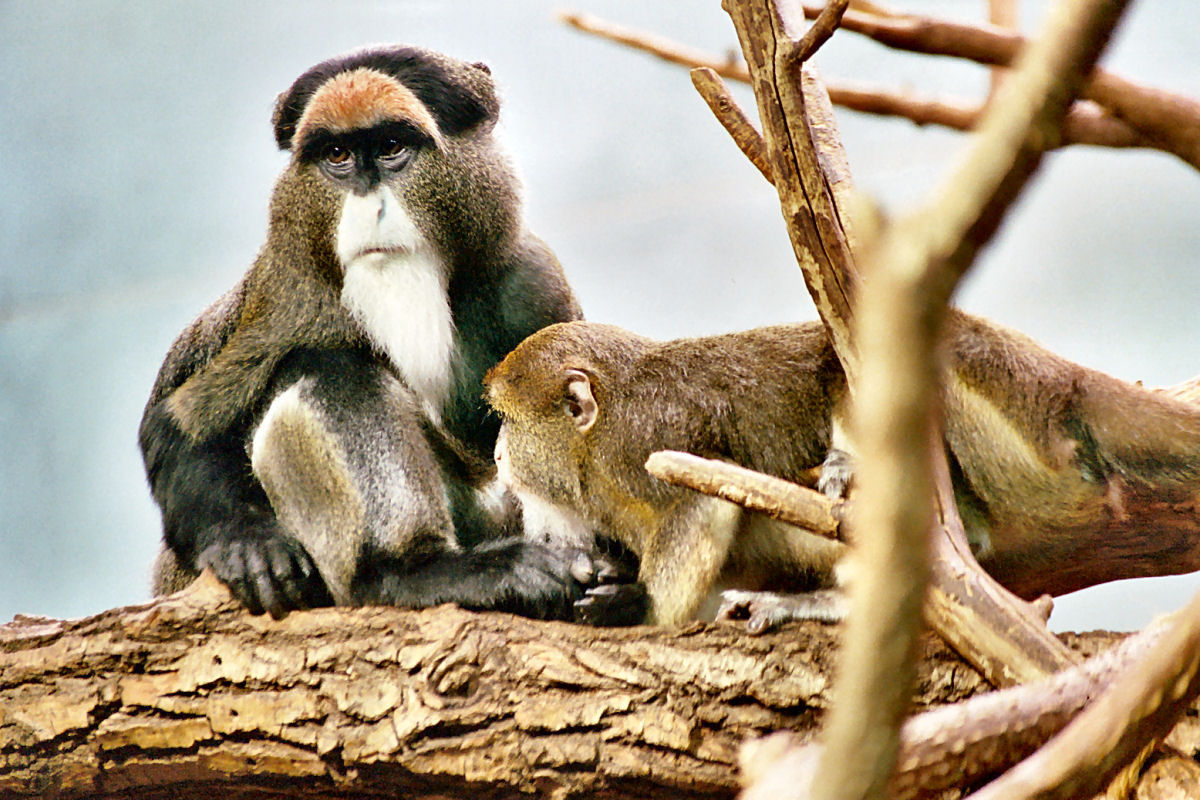

A Brazza-cerkófra őshazájában az emberek a húsa miatt vadásznak és mivel gyakran okoznak kárt a veteményekben, a gazdák emiatt is üldözik őket.
A legsúlyosabb veszély azonban az erdőirtás, mely élőhelyét érinti.
Elterjedési területe egyes részein megritkult ugyan, összességében azonban jelenleg még nem számít a veszélyeztetett fajok közé.
Feltűnő színezete miatt kedvelt állatkerti állat. A legtöbb nagyobb állatkertben látható és rendszeresen szaporodik is fogságban. Magyarországon a Nyíregyházi Állatparkban és a Szegedi Vadasparkban találkozhatunk velük.